# Ирмгард фон Берг
Ирмгард фон Берг (на немски: Irmgard von Berg, * най-късно 1204, † 11 – 13 август 1248 или 1249) е единствената дъщеря, наследничка на граф Адолф III фон Берг († 1218 пред Дамиета) от графство Берг, и съпругата му Берта фон Сайн († 1244).

## Фамилия
През 1216 г. тя се омъжва за Хайнрих IV фон Лимбург (1200 – 1246) от Дом Лимбург-Арлон. От 1225 до 1246 г. той управлява графство Берг, от 1226 г. е херцог на Лимбург-Долна Лоарингия. Двамата имат децата:
- Валрам V († 14 октомври 1279), херцог на Лимбург
- Адолф IV († 1259), граф на Берг